# Cleveland Browns/Zahlen und Rekorde
Diese Seite stellt die Statistiken, Fakten und Rekorde des American-Football-Teams Cleveland Browns dar.
Falls nicht anders angegeben, befinden sich die Daten auf dem Stand der letzten abgeschlossenen Saison. Die Quelle der Daten ist – wenn nicht anders angegeben – die Webseite pro-football-reference.com.
Die Browns spielten seit 1946 gegen insgesamt 38 andere Mannschaften. Mit 147 Partien gab es die meisten Begegnungen gegen die Pittsburgh Steelers. Am erfolgreichsten gegen die aktuellen Teams der NFL sind sie derzeit gegen die Buffalo Bills.

## Statistik
Nach Ende der Saison 2024 ließen sich folgende statistischen Werte ermitteln:
|                                     | Wert  |
| ----------------------------------- | ----- |
| Saisons gespielt                    | 76    |
| davon in der NFL                    | 72    |
| Spiele gesamt                       | 1.163 |
| Siege gesamt                        | 579   |
| Niederlagen gesamt                  | 570   |
| Unentschieden gesamt                | 14    |
| Regular-Season-Spiele (NFL)         | 1.070 |
| Regular-Season-Siege (NFL)          | 515   |
| Regular-Season-Niederlagen (NFL)    | 544   |
| Regular-Season-Unentschieden (NFL)  | 11    |
| Play-off-Spiele (NFL)               | 34    |
| Play-off-Siege (NFL)                | 12    |
| Play-off-Niederlagen (NFL)          | 22    |
| Regular-Season-Spiele (AAFC)        | 54    |
| Regular-Season-Siege (AAFC)         | 47    |
| Regular-Season-Niederlagen (AAFC)   | 4     |
| Regular-Season-Unentschieden (AAFC) | 3     |
| Play-off-Spiele (AAFC)              | 5     |
| Play-off-Siege (AAFC)               | 5     |
| Play-off-Niederlagen (AAFC)         | 0     |
| Spieler                             | 1.436 |
| Head Coaches                        | 22    |
| AAFC-Meisterschaften                | 4     |
| NFL-Meisterschaften                 | 4     |
| Super-Bowl-Titel                    | 0     |

## Rekorde
| Rekord                   | Spieler          | Wert    |
| ------------------------ | ---------------- | ------- |
| Spiele gespielt          | Lou Groza        | 268     |
| Angriff                  |                  |         |
| Geworfene Yards          | Brian Sipe       | 23.713  |
| Erlaufene Yards          | Jim Brown        | 12.312  |
| Gefangene Yards          | Ozzie Newsome    | 7.980   |
| Geworfene Touchdowns     | Otto Graham      | 174     |
| Erlaufene Touchdowns     | Jim Brown        | 106     |
| Gefangene Touchdowns     | Gary Collins     | 70      |
| Passversuche             | Brian Sipe       | 3.439   |
| Erfolgreiche Pässe       | Brian Sipe       | 1.944   |
| Läufe                    | Jim Brown        | 2.359   |
| Fänge                    | Ozzie Newsome    | 662     |
| Verteidigung             |                  |         |
| Touchdowns               | Warren Lahr      | 5       |
| Interceptions            | Thom Darden      | 45      |
| erzwungene Fumbles       | Clay Matthews    | 24      |
| Tackles                  | Clay Matthews    | 1.430   |
| Sacks                    | Myles Garrett    | 102,5   |
| Safeties                 | 21 Spieler       | 1       |
| Special Teams            |                  |         |
| Punt Returns             | Dennis Northcutt | 202     |
| Punt-Return-Yards        | Josh Cribbs      | 2.154   |
| Punt-Return-Touchdowns   | Eric Metcalf     | 3       |
| Längster Punt-Return     | Travis Benjamin  | 93 yds  |
| Yards je Punt Return     | Raymond Jackson  | 43,0    |
| Kick Returns             | Josh Cribbs      | 387     |
| Kick-Return-Yards        | Josh Cribbs      | 10.015  |
| Kick-Return-Touchdowns   | Josh Cribbs      | 8       |
| Längster Kick-Return     | Carl Ward        | 104 yds |
| Yards je Kick Return     | Al Akins         | 37,0    |
| meiste erzielte Punkte   | Lou Groza        | 1.608   |
| PAT-Versuche             | Lou Groza        | 833     |
| erfolgreiche PATs        | Lou Groza        | 810     |
| Field-Goal-Versuche      | Lou Groza        | 481     |
| erfolgreiche Field Goals | Phil Dawson      | 305     |
| längstes Field Goal      | Steve Cox        | 60 yds  |
| Punts                    | Don Cockroft     | 651     |
| gepuntete Yards          | Don Cockroft     | 26.262  |
| Yards je Punt            | Matt Haack       | 51,7    |

## Alle Saisons seit 1946
| AAFC-Sieger (1946–1949) | NFL-Sieger (1920–1965) | Super Bowl Champions (1966–heute) | Conference-Sieger | Division-Sieger | Wild Card-Platz | Einzelnes Play-off-Spiel |

| 1946  | AAFC                                                                                                  | | Western                                                                                               | 1. | 12 | 2 | 0 | 17:9-Sieg gegen Yankees AAFC Meisterschaft (1)                                                        | |
| 1947  | AAFC                                                                                                  | | Western                                                                                               | 1. | 12 | 1 | 1 | 17:3-Sieg gegen Yankees AAFC Meisterschaft (2)                                                        | |
| 1948  | AAFC                                                                                                  | | Western                                                                                               | 1. | 14 | 0 | 0 | 49:7-Sieg gegen Bills AAFC Meisterschaft (3)                                                          | |
| 1949  | AAFC                                                                                                  | | | 1. | 9 | 1 | 2 | 31:21-Sieg gegen Bills AAFC-Play-off 21:7-Sieg gegen 49ers AAFC Meisterschaft (4)                     | Paul Brown (COY)                                                                                      |
| 1950  | NFL                                                                                                   | American                                                                                              | | T-1.                                                                                                  | 10 | 2 | 0 | 8:3-Sieg gegen Giants Conference-Play-off 30:28-Sieg gegen Rams NFL Meisterschaft (5)                 | |
| 1951  | NFL                                                                                                   | American                                                                                              | | 1. | 11 | 1 | 0 | 17:24-Niederlage gegen Rams NFL Meisterschaft                                                         | Paul Brown (COY) Otto Graham (MVP)                                                                    |
| 1952  | NFL                                                                                                   | American                                                                                              | | 1. | 8 | 4 | 0 | 7:17-Niederlage gegen Lions NFL Meisterschaft                                                         | |
| 1953  | NFL                                                                                                   | Eastern                                                                                               | | 1. | 11 | 1 | 0 | 16:17-Niederlage gegen Lions NFL Meisterschaft                                                        | Paul Brown (COY) Otto Graham (MVP)                                                                    |
| 1954  | NFL                                                                                                   | Eastern                                                                                               | | 1. | 9 | 3 | 0 | 56:10-Sieg gegen Lions NFL Meisterschaft (6)                                                          | |
| 1955  | NFL                                                                                                   | Eastern                                                                                               | | 1. | 9 | 2 | 1 | 38:14-Sieg gegen Rams NFL Meisterschaft (7)                                                           | Otto Graham (MVP)                                                                                     |
| 1956  | NFL                                                                                                   | Eastern                                                                                               | | T-4.                                                                                                  | 5 | 7 | 0 | | |
| 1957  | NFL                                                                                                   | Eastern                                                                                               | | 1. | 9 | 2 | 1 | 14:59-Niederlage gegen Lions NFL Meisterschaft                                                        | Paul Brown (COY) Jim Brown (Off. ROY, MVP)                                                            |
| 1958  | NFL                                                                                                   | Eastern                                                                                               | | T-1.                                                                                                  | 9 | 3 | 0 | 0:10-Niederlage gegen Giants Conference-Play-off                                                      | Jim Brown (MVP (AP und UP))                                                                           |
| 1959  | NFL                                                                                                   | Eastern                                                                                               | | T-2.                                                                                                  | 7 | 5 | 0 | | |
| 1960  | NFL                                                                                                   | Eastern                                                                                               | | 2. | 8 | 3 | 1 | | |
| 1961  | NFL                                                                                                   | Eastern                                                                                               | | 3. | 8 | 5 | 1 | | |
| 1962  | NFL                                                                                                   | Eastern                                                                                               | | 3. | 6 | 7 | 1 | | |
| 1963  | NFL                                                                                                   | Eastern                                                                                               | | 2. | 10 | 4 | 0 | | |
| 1964  | NFL                                                                                                   | Eastern                                                                                               | | 1. | 10 | 3 | 1 | 27:0-Sieg gegen Colts NFL Meisterschaft (8)                                                           | |
| 1965  | NFL                                                                                                   | Eastern                                                                                               | | 1. | 11 | 3 | 0 | 12:23-Niederlage gegen Packers NFL Meisterschaft                                                      | Jim Brown (MVP (AP und UP))                                                                           |
| 1966  | NFL                                                                                                   | Eastern                                                                                               | | T-2.                                                                                                  | 9 | 5 | 0 | | |
| 1967  | NFL                                                                                                   | Eastern                                                                                               | Century                                                                                               | 1. | 9 | 5 | 0 | 14:52-Niederlage gegen Cowboys Conference-Play-off                                                    | |
| 1968  | NFL                                                                                                   | Eastern                                                                                               | Century                                                                                               | 1. | 10 | 4 | 0 | 31:20-Sieg gegen Cowboys Conference-Play-off 0:34-Niederlage gegen Colts NFL Meisterschaft            | |
| 1969  | NFL                                                                                                   | Eastern                                                                                               | Century                                                                                               | 1. | 10 | 3 | 1 | 38:14-Sieg gegen Cowboys Conference-Play-off 7:27-Niederlage gegen Vikings NFL Meisterschaft          | |
| 1970  | NFL                                                                                                   | AFC                                                                                                   | Central                                                                                               | 2. | 7 | 7 | 0 | | |
| 1971  | NFL                                                                                                   | AFC                                                                                                   | Central                                                                                               | 1. | 9 | 5 | 0 | 3:20-Niederlage gegen Colts Divisional                                                                | |
| 1972  | NFL                                                                                                   | AFC                                                                                                   | Central                                                                                               | 2. | 10 | 4 | 0 | 14:20-Niederlage gegen Dolphins Divisional                                                            | |
| 1973  | NFL                                                                                                   | AFC                                                                                                   | Central                                                                                               | 3. | 7 | 5 | 2 | | |
| 1974  | NFL                                                                                                   | AFC                                                                                                   | Central                                                                                               | 4. | 4 | 10 | 0 | | |
| 1975  | NFL                                                                                                   | AFC                                                                                                   | Central                                                                                               | 4. | 3 | 11 | 0 | | |
| 1976  | NFL                                                                                                   | AFC                                                                                                   | Central                                                                                               | 2. | 9 | 5 | 0 | | Forrest Gregg (COY)                                                                                   |
| 1977  | NFL                                                                                                   | AFC                                                                                                   | Central                                                                                               | 4. | 6 | 8 | 0 | | |
| 1978  | NFL                                                                                                   | AFC                                                                                                   | Central                                                                                               | 3. | 8 | 8 | 0 | | |
| 1979  | NFL                                                                                                   | AFC                                                                                                   | Central                                                                                               | 3. | 9 | 7 | 0 | | Sam Rutigliano (COY)                                                                                  |
| 1980  | NFL                                                                                                   | AFC                                                                                                   | Central                                                                                               | 1. | 11 | 5 | 0 | 12:14-Niederlage gegen Raiders Divisional                                                             | Sam Rutigliano (COY) Brian Sipe (MVP)                                                                 |
| 1981  | NFL                                                                                                   | AFC                                                                                                   | Central                                                                                               | 4. | 5 | 11 | 0 | | |
| 1982  | NFL                                                                                                   | AFC                                                                                                   | | 8. | 4 | 5 | 0 | 10:27-Niederlage gegen Raiders First Round                                                            | Chip Banks (Def. ROY)                                                                                 |
| 1983  | NFL                                                                                                   | AFC                                                                                                   | Central                                                                                               | 2. | 9 | 7 | 0 | | |
| 1984  | NFL                                                                                                   | AFC                                                                                                   | Central                                                                                               | 3. | 5 | 11 | 0 | | |
| 1985  | NFL                                                                                                   | AFC                                                                                                   | Central                                                                                               | 1. | 8 | 8 | 0 | 21:24-Niederlage gegen Dolphins Divisional                                                            | |
| 1986  | NFL                                                                                                   | AFC                                                                                                   | Central                                                                                               | 1. | 12 | 4 | 0 | 23:20-2OT Sieg gegen Jets Divisional 20:23-OT Niederlage gegen Broncos AFC-Title                      | Marty Schottenheimer (COY)                                                                            |
| 1987  | NFL                                                                                                   | AFC                                                                                                   | Central                                                                                               | 1. | 10 | 5 | 0 | 38:21-Sieg gegen Colts Divisional 33:38-Niederlage gegen Broncos AFC-Title                            | |
| 1988  | NFL                                                                                                   | AFC                                                                                                   | Central                                                                                               | 2. | 10 | 6 | 0 | 23:24-Niederlage gegen Oilers Wildcard                                                                | |
| 1989  | NFL                                                                                                   | AFC                                                                                                   | Central                                                                                               | 1. | 9 | 6 | 1 | 34:30-Sieg gegen Bills Divisional 21:37-Niederlage gegen Broncos AFC-Title                            | |
| 1990  | NFL                                                                                                   | AFC                                                                                                   | Central                                                                                               | 4. | 3 | 13 | 0 | | |
| 1991  | NFL                                                                                                   | AFC                                                                                                   | Central                                                                                               | 3. | 6 | 10 | 0 | | |
| 1992  | NFL                                                                                                   | AFC                                                                                                   | Central                                                                                               | 3. | 7 | 9 | 0 | | |
| 1993  | NFL                                                                                                   | AFC                                                                                                   | Central                                                                                               | 3. | 7 | 9 | 0 | | |
| 1994  | NFL                                                                                                   | AFC                                                                                                   | Central                                                                                               | 2. | 11 | 5 | 0 | 20:13-Sieg gegen Patriots Wildcard 9:29-Niederlage gegen Steelers Divisional                          | |
| 1995  | NFL                                                                                                   | AFC                                                                                                   | Central                                                                                               | 4. | 5 | 11 | 0 | | |
| 1996  | Während der Cleveland Browns relocation controversy zwischen 1996 und 1998 spielten die Browns nicht. | Während der Cleveland Browns relocation controversy zwischen 1996 und 1998 spielten die Browns nicht. | Während der Cleveland Browns relocation controversy zwischen 1996 und 1998 spielten die Browns nicht. | Während der Cleveland Browns relocation controversy zwischen 1996 und 1998 spielten die Browns nicht. | Während der Cleveland Browns relocation controversy zwischen 1996 und 1998 spielten die Browns nicht. | Während der Cleveland Browns relocation controversy zwischen 1996 und 1998 spielten die Browns nicht. | Während der Cleveland Browns relocation controversy zwischen 1996 und 1998 spielten die Browns nicht. | Während der Cleveland Browns relocation controversy zwischen 1996 und 1998 spielten die Browns nicht. | Während der Cleveland Browns relocation controversy zwischen 1996 und 1998 spielten die Browns nicht. |
| 1997  | Während der Cleveland Browns relocation controversy zwischen 1996 und 1998 spielten die Browns nicht. | Während der Cleveland Browns relocation controversy zwischen 1996 und 1998 spielten die Browns nicht. | Während der Cleveland Browns relocation controversy zwischen 1996 und 1998 spielten die Browns nicht. | Während der Cleveland Browns relocation controversy zwischen 1996 und 1998 spielten die Browns nicht. | Während der Cleveland Browns relocation controversy zwischen 1996 und 1998 spielten die Browns nicht. | Während der Cleveland Browns relocation controversy zwischen 1996 und 1998 spielten die Browns nicht. | Während der Cleveland Browns relocation controversy zwischen 1996 und 1998 spielten die Browns nicht. | Während der Cleveland Browns relocation controversy zwischen 1996 und 1998 spielten die Browns nicht. | Während der Cleveland Browns relocation controversy zwischen 1996 und 1998 spielten die Browns nicht. |
| 1998  | Während der Cleveland Browns relocation controversy zwischen 1996 und 1998 spielten die Browns nicht. | Während der Cleveland Browns relocation controversy zwischen 1996 und 1998 spielten die Browns nicht. | Während der Cleveland Browns relocation controversy zwischen 1996 und 1998 spielten die Browns nicht. | Während der Cleveland Browns relocation controversy zwischen 1996 und 1998 spielten die Browns nicht. | Während der Cleveland Browns relocation controversy zwischen 1996 und 1998 spielten die Browns nicht. | Während der Cleveland Browns relocation controversy zwischen 1996 und 1998 spielten die Browns nicht. | Während der Cleveland Browns relocation controversy zwischen 1996 und 1998 spielten die Browns nicht. | Während der Cleveland Browns relocation controversy zwischen 1996 und 1998 spielten die Browns nicht. | Während der Cleveland Browns relocation controversy zwischen 1996 und 1998 spielten die Browns nicht. |
| 1999  | NFL                                                                                                   | AFC                                                                                                   | Central                                                                                               | 6. | 2 | 14 | 0 | | |
| 2000  | NFL                                                                                                   | AFC                                                                                                   | Central                                                                                               | 6. | 3 | 13 | 0 | | |
| 2001  | NFL                                                                                                   | AFC                                                                                                   | Central                                                                                               | 3. | 7 | 9 | 0 | | |
| 2002  | NFL                                                                                                   | AFC                                                                                                   | North                                                                                                 | 2. | 9 | 7 | 0 | 33:36-Niederlage gegen Steelers Wildcard                                                              | |
| 2003  | NFL                                                                                                   | AFC                                                                                                   | North                                                                                                 | 4. | 5 | 11 | 0 | | |
| 2004  | NFL                                                                                                   | AFC                                                                                                   | North                                                                                                 | 4. | 4 | 12 | 0 | | |
| 2005  | NFL                                                                                                   | AFC                                                                                                   | North                                                                                                 | 4. | 6 | 10 | 0 | | |
| 2006  | NFL                                                                                                   | AFC                                                                                                   | North                                                                                                 | 4. | 4 | 12 | 0 | | |
| 2007  | NFL                                                                                                   | AFC                                                                                                   | North                                                                                                 | 2. | 10 | 6 | 0 | | |
| 2008  | NFL                                                                                                   | AFC                                                                                                   | North                                                                                                 | 4. | 4 | 12 | 0 | | |
| 2009  | NFL                                                                                                   | AFC                                                                                                   | North                                                                                                 | 4. | 5 | 11 | 0 | | |
| 2010  | NFL                                                                                                   | AFC                                                                                                   | North                                                                                                 | 3. | 5 | 11 | 0 | | |
| 2011  | NFL                                                                                                   | AFC                                                                                                   | North                                                                                                 | 4. | 4 | 12 | 0 | | |
| 2012  | NFL                                                                                                   | AFC                                                                                                   | North                                                                                                 | 4. | 5 | 11 | 0 | | |
| 2013  | NFL                                                                                                   | AFC                                                                                                   | North                                                                                                 | 4. | 4 | 12 | 0 | | |
| 2014  | NFL                                                                                                   | AFC                                                                                                   | North                                                                                                 | 4. | 7 | 9 | 0 | | |
| 2015  | NFL                                                                                                   | AFC                                                                                                   | North                                                                                                 | 4. | 3 | 13 | 0 | | |
| 2016  | NFL                                                                                                   | AFC                                                                                                   | North                                                                                                 | 4. | 1 | 15 | 0 | | |
| 2017  | NFL                                                                                                   | AFC                                                                                                   | North                                                                                                 | 4. | 0 | 16 | 0 | | |
| 2018  | NFL                                                                                                   | AFC                                                                                                   | North                                                                                                 | 3. | 7 | 8 | 1 | | |
| 2019  | NFL                                                                                                   | AFC                                                                                                   | North                                                                                                 | 3. | 6 | 10 | 0 | | |
| 2020  | NFL                                                                                                   | AFC                                                                                                   | North                                                                                                 | 3. | 11 | 5 | 0 | 48:37-Sieg gegen Steelers Wildcard 17:22-Niederlage gegen Chiefs Divisional                           | Kevin Stefanski (COY)                                                                                 |
| 2021  | NFL                                                                                                   | AFC                                                                                                   | North                                                                                                 | 3. | 8 | 9 | 0 | | |
| 2022  | NFL                                                                                                   | AFC                                                                                                   | North                                                                                                 | 4. | 7 | 10 | 0 | | |
| 2023  | NFL                                                                                                   | AFC                                                                                                   | North                                                                                                 | 2. | 11 | 6 | 0 | 14:45-Niederlage gegen Texans Wildcard                                                                | Myles Garrett (DPOY) Kevin Stefanski (COY) Joe Flacco (CBPOY)                                         |
| 2024  | NFL                                                                                                   | AFC                                                                                                   | North                                                                                                 | 4. | 3 | 14 | 0 | | |
| Total | Total                                                                                                 | Total                                                                                                 | Total                                                                                                 | Total                                                                                                 | 47 | 4 | 3 | 1946–1949, nur Regular Season (All-America Football Conference (AAFC))                                | 1946–1949, nur Regular Season (All-America Football Conference (AAFC))                                |
| Total | Total                                                                                                 | Total                                                                                                 | Total                                                                                                 | Total                                                                                                 | 5 | 0 | 0 | 1946–1949, nur Play-offs (All-America Football Conference (AAFC))                                     | 1946–1949, nur Play-offs (All-America Football Conference (AAFC))                                     |
| Total | Total                                                                                                 | Total                                                                                                 | Total                                                                                                 | Total                                                                                                 | 515                                                                                                   | 544                                                                                                   | 11 | 1950–2024, nur Regular Season                                                                         | 1950–2024, nur Regular Season                                                                         |
| Total | Total                                                                                                 | Total                                                                                                 | Total                                                                                                 | Total                                                                                                 | 12 | 22 | 0 | 1950–2024, nur Play-offs                                                                              | 1950–2024, nur Play-offs                                                                              |
| Total | Total                                                                                                 | Total                                                                                                 | Total                                                                                                 | Total                                                                                                 | 579                                                                                                   | 570                                                                                                   | 14 | 1946–2024, Regular Season und Play-offs                                                               | 1946–2024, Regular Season und Play-offs                                                               |

## Draftpicks

### NFL Expansion Draft 1999
Die Cleveland Browns hatten drei Jahre lang ihren Spielbetrieb eingestellt, nachdem Art Modell die Organisation und die Spieler der Browns nach Baltimore verlegt hatte, um dort am Ende der NFL-Saison 1995 die Baltimore Ravens zu gründen. Allerdings verblieben der Name des Teams, seine Geschichte und Rekorde in Cleveland und die NFL garantierte der Stadt die Rückkehr der Browns, wenn innerhalb von drei Jahren ein neues Stadion gebaut würde. 1999 nahm schließlich ein neues Team den Spielbetrieb unter Head Coach Chris Palmer und dem neuen Besitzer Al Lerner wieder auf. Um mit den bestehenden Teams konkurrieren zu können, wurde den Browns zum einen das Recht zugesprochen, den ersten Spieler im NFL Draft 1999 auszuwählen. Zum anderen wurde vor dem regulären Draft ein sogenannter Expansion Draft durchgeführt, bei dem die Browns ihre ersten Spieler, die bei den anderen Teams spielten, auswählen konnten. Bei diesem NFL Expansion Draft 1999, der am 9. Februar 1999 stattfand, musste jedes der 30 bestehenden Teams fünf Spieler für den Draft vorschlagen. Cleveland durfte daraufhin zwischen 30 und 42 Spieler auswählen, wobei nicht mehr als zwei Spieler aus einen Team gewählt werden durften. Am Ende des Draftes hatten die Browns 37 Spieler gewählt, wobei Reggie White oder Kurt Warner, die zur Auswahl standen und später in die Hall of Fame aufgenommen wurden, nicht berücksichtigt wurden.
| Jim Pyne§         | Center           | Detroit Lions        | Virginia Tech        | 58  | 4 |
| Hurvin McCormack§ | Defensive Tackle | Dallas Cowboys       | Indiana              | 64  | 5 |
| Scott Rehberg§    | Tackle           | New England Patriots | Central Michigan     | 8   | 2 |
| Damon Gibson§     | Wide Receiver    | Cincinnati Bengals   | Iowa                 | 16  | 1 |
| Steve Gordon      | Center           | San Francisco 49ers  | California           | 13  | 1 |
| Tarek Saleh§      | Linebacker       | Carolina Panthers    | Wisconsin            | 12  | 2 |
| Jeff Buckey       | Guard            | Miami Dolphins       | Stanford             | 38  | 3 |
| Jason Kyle        | Long Snapper     | Seattle Seahawks     | Arizona State        | 48  | 3 |
| Rod Manuel        | Defensive Tackle | Pittsburgh Steelers  | Oklahoma             | 3   | 2 |
| Lenoy Jones§      | Linebacker       | Tennessee Titans     | TCU                  | 36  | 3 |
| Tim McTyer§       | Cornerback       | Philadelphia Eagles  | BYU                  | 26  | 2 |
| Elijah Alexander  | Linebacker       | Indianapolis Colts   | Kansas State         | 93  | 7 |
| Pete Swanson      | Tackle           | Kansas City Chiefs   | Stanford             | 0   | 2 |
| Gerome Williams   | Safety           | San Diego Chargers   | Houston              | 22  | 2 |
| Marlon Forbes§    | Safety           | Chicago Bears        | Penn State           | 47  | 3 |
| Justin Armour     | Wide Receiver    | Denver Broncos       | Stanford             | 24  | 3 |
| Paul Wiggins      | Tackle           | Washington Redskins  | Oregon               | 2   | 2 |
| Duane Butler      | Safety           | Minnesota Vikings    | Illinois State       | 17  | 2 |
| Fred Brock        | Wide Receiver    | Arizona Cardinals    | Southern Mississippi | 14  | 2 |
| Kory Blackwell    | Cornerback       | New York Giants      | Alabama              | 5   | 1 |
| Kevin Devine      | Cornerback       | Jacksonville Jaguars | California           | 17  | 2 |
| Raymond Jackson§  | Cornerback       | Buffalo Bills        | Colorado State       | 35  | 3 |
| Jim Bundren§      | Guard            | New York Jets        | Clemson              | 0   | 1 |
| Ben Cavil         | Guard            | Baltimore Ravens     | Oklahoma             | 31  | 2 |
| Michael Blair     | Runningback      | Green Bay Packers    | Ball State           | 13  | 1 |
| Antonio Anderson  | Defensive Tackle | Dallas Cowboys       | Syracuse             | 21  | 2 |
| Orlando Bobo§     | Guard            | Minnesota Vikings    | Northeast Louisiana  | 9   | 2 |
| James Williams§   | Linebacker       | San Francisco 49ers  | Mississippi State    | 121 | 8 |
| Scott Milanovich  | Quarterback      | Tampa Bay Buccaneers | Maryland             | 1   | 1 |
| Eric Stokes       | Safety           | Seattle Seahawks     | Nebraska             | 11  | 2 |
| Ronald Moore      | Runningback      | Miami Dolphins       | Pittsburg State      | 77  | 6 |
| Clarence Williams | Runningback      | Buffalo Bills        | Florida State        | 3   | 1 |
| Freddie Solomon   | Wide Receiver    | Philadelphia Eagles  | South Carolina State | 43  | 3 |
| Brandon Sanders   | Safety           | New York Giants      | Arizona              | 25  | 2 |
| Mike Thompson§    | Guard            | Cincinnati Bengals   | Wisconsin            | 12  | 2 |
| Jerris McPhail    | Runningback      | Detroit Lions        | East Carolina        | 26  | 3 |
| Antonio Langham§  | Cornerback       | San Francisco 49ers  | Alabama              | 74  | 5 |

Legende:
| § | = Spieler haben mindestens ein Spiel für die Browns absolviert |

### Erstrunden Draft-Picks

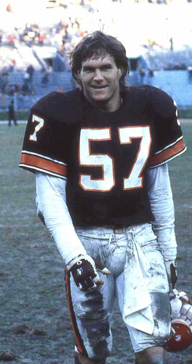
Clay Matthews Jr. spielte für die Browns in 232 Spielen, in denen er die meisten Tackles und erzwungene Fumbles der Browns sammelte.

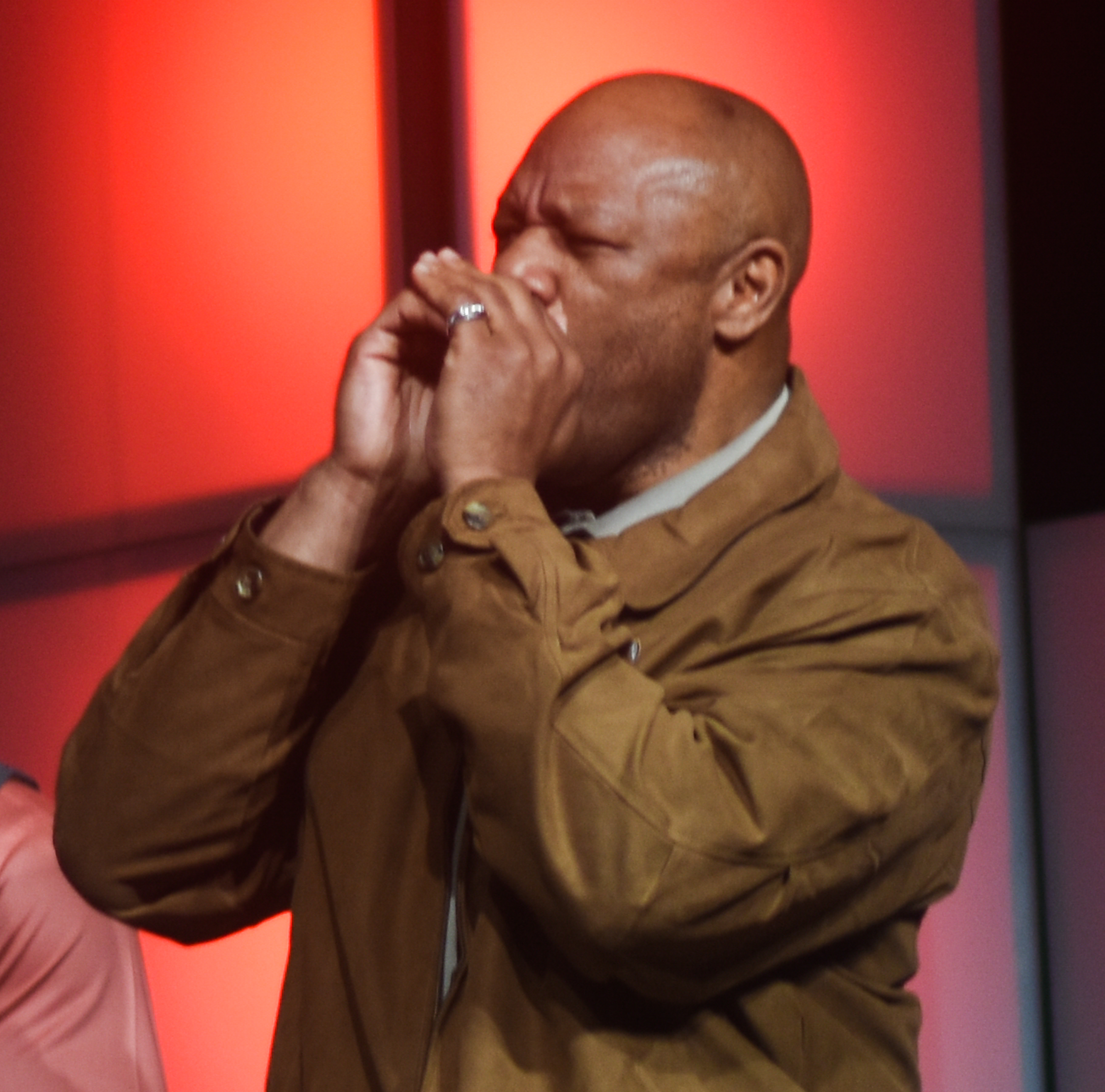
Hanford Dixon wurde 1981 an 22. Stelle von den Browns gedraftet und spielte für diese bis 1989.

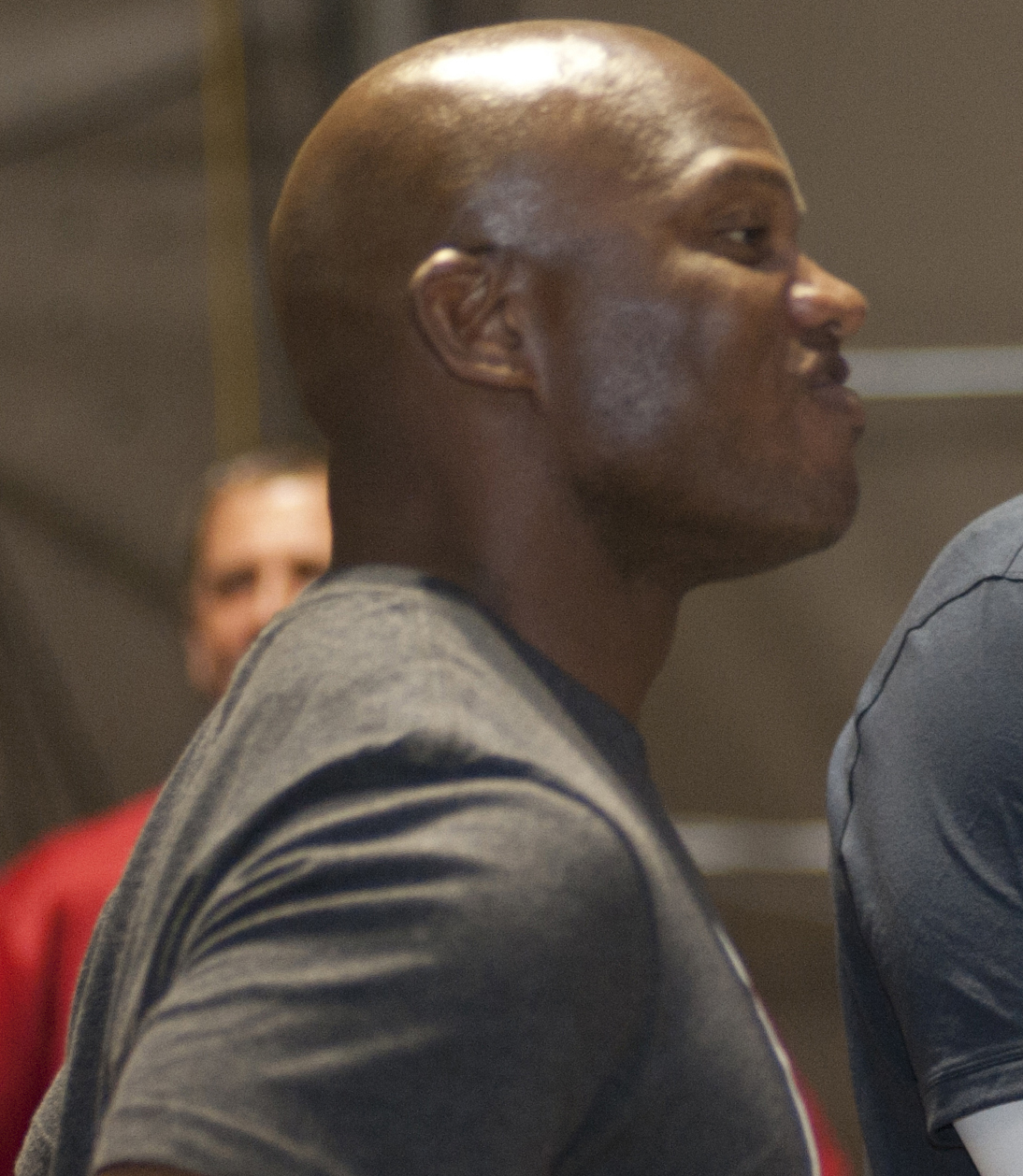
Eric Metcalf wurde 2008 für seine Verdienste bei den Browns als Cleveland Browns legends ausgezeichnet. Mit dieser Auszeichnung ehren die Browns ehemalige Spieler, die sich um das Franchise verdient gemacht haben.

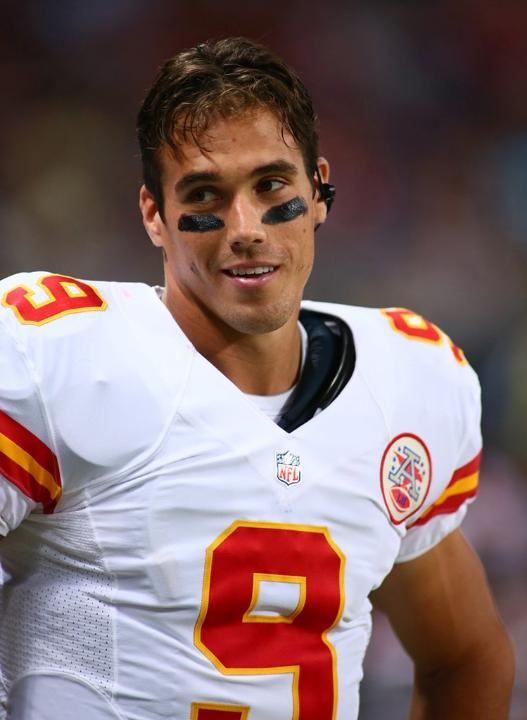
Brady Quinn wurde 2007 an 22. Stelle von den Browns gedraftet und spielte für diese bis 2009.

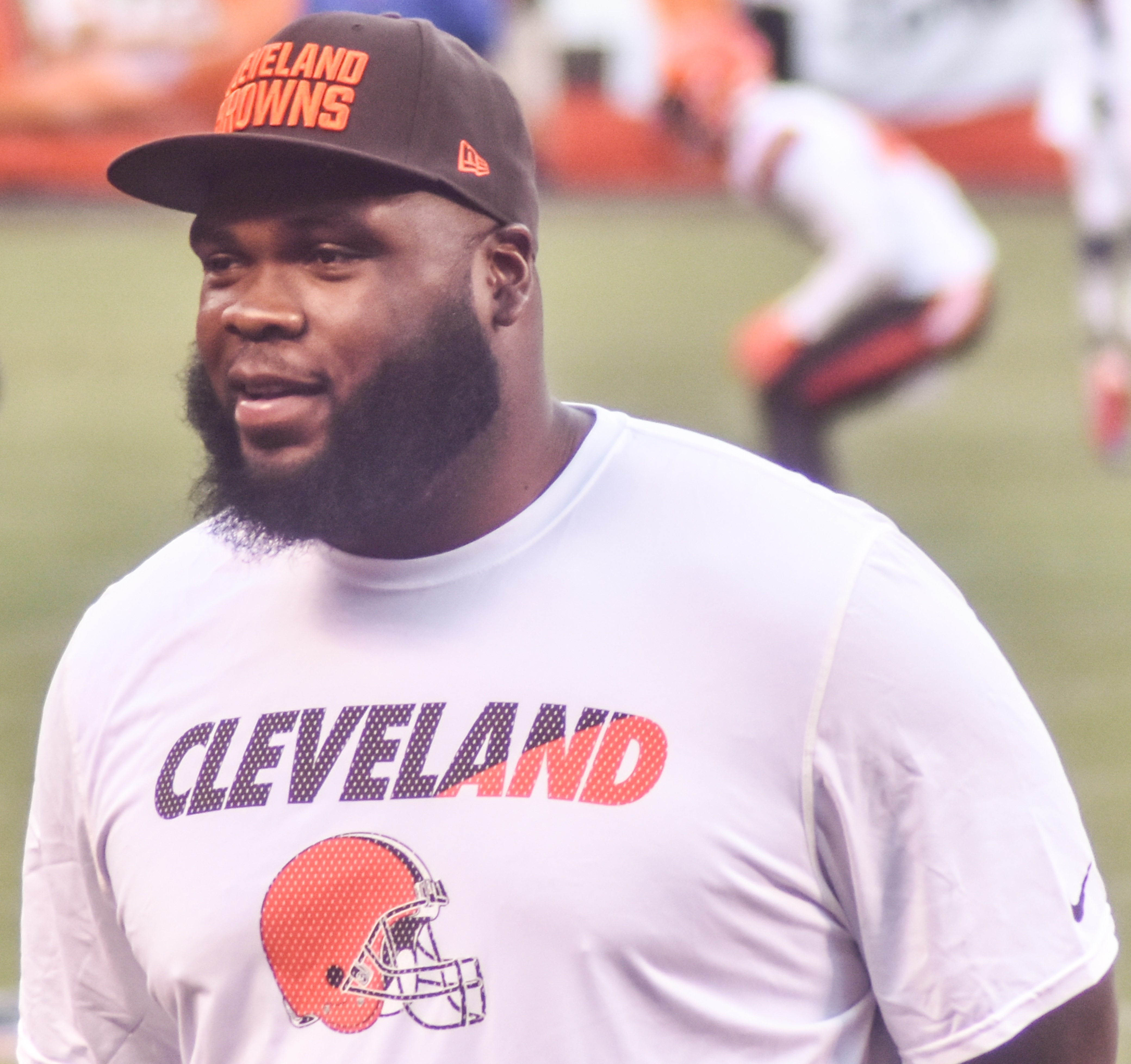
Phil Taylor wurde 2011 an 21. Stelle von den Browns gedraftet und spielte für diese bis 2014.

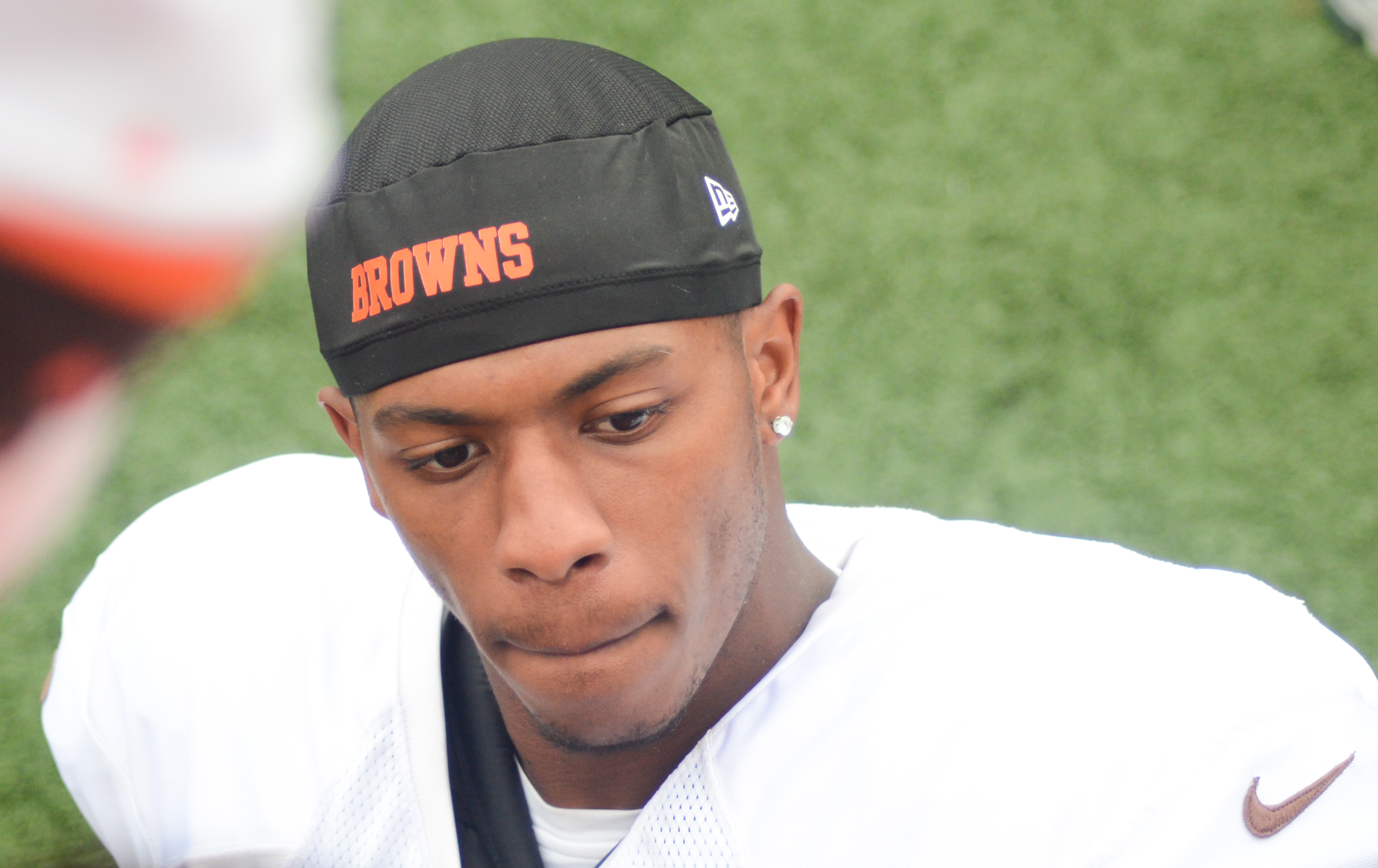
Justin Gilbert wurde 2014 an 8. Stelle von den Browns gedraftet und spielte für diese bis 2015.

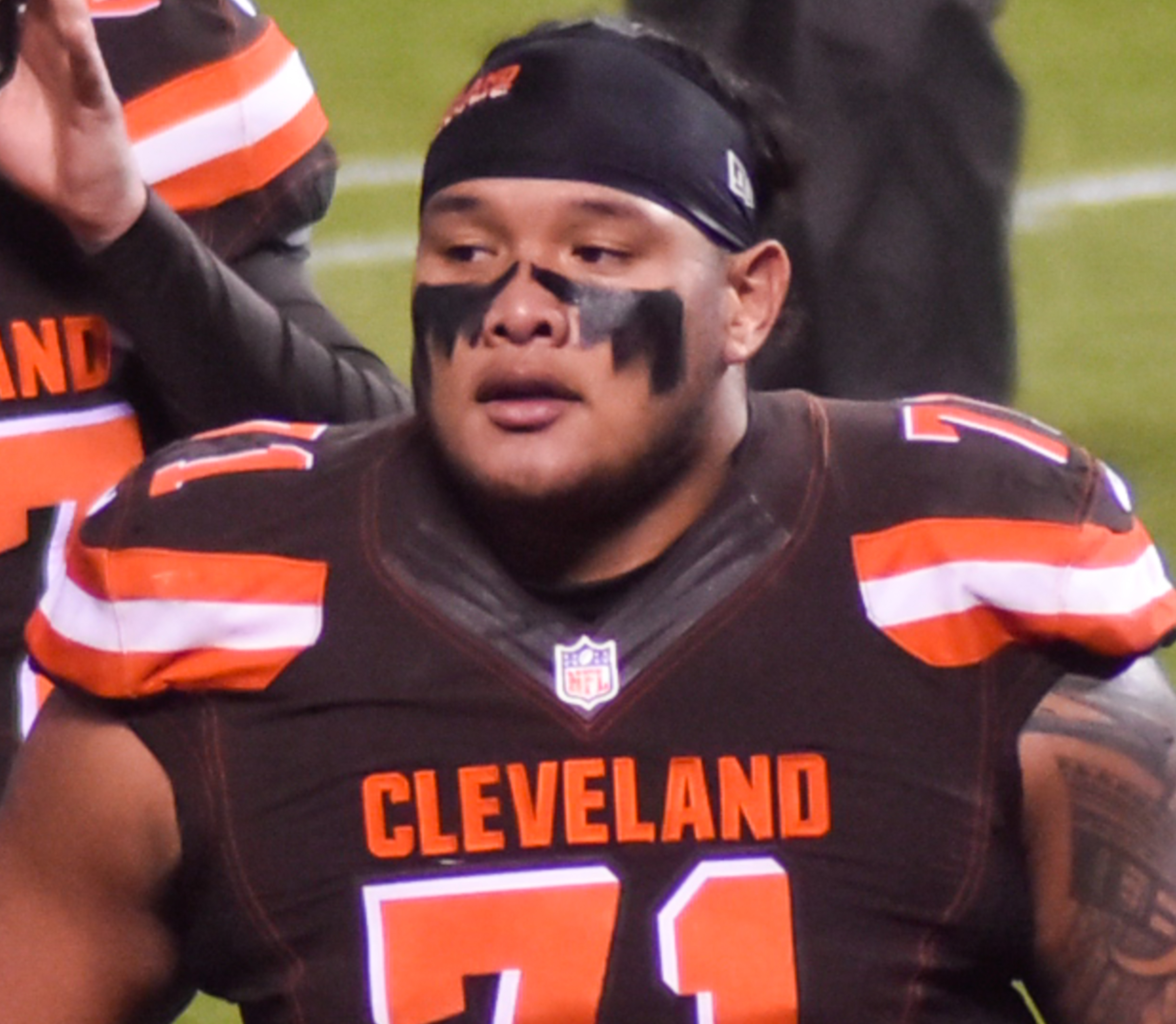
Danny Shelton wurde 2015 an 12. Stelle von den Browns gedraftet und spielte für diese bis 2017.

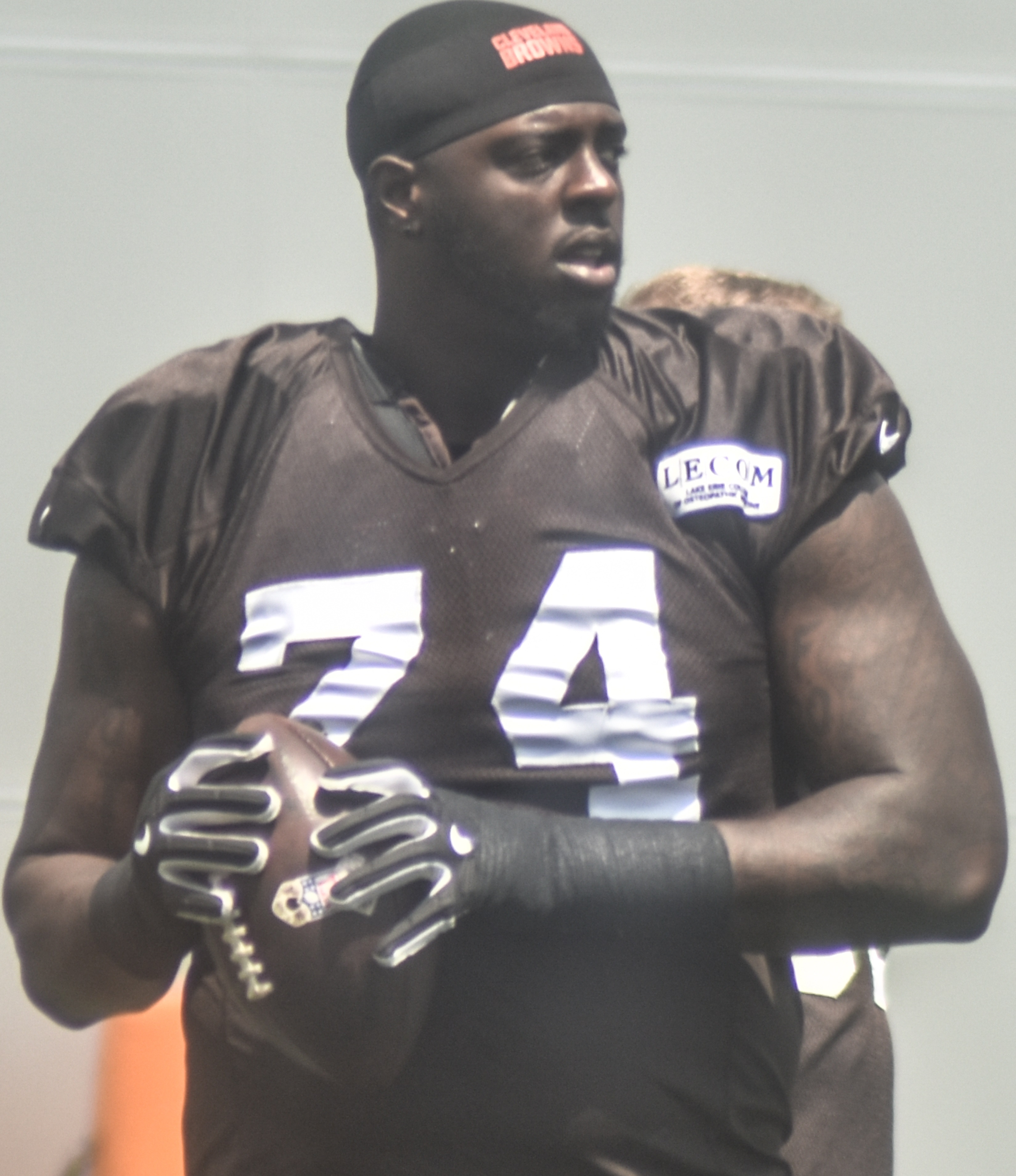
Cameron Erving wurde 2015 an 19. Stelle von den Browns gedraftet und spielte für diese bis 2016.

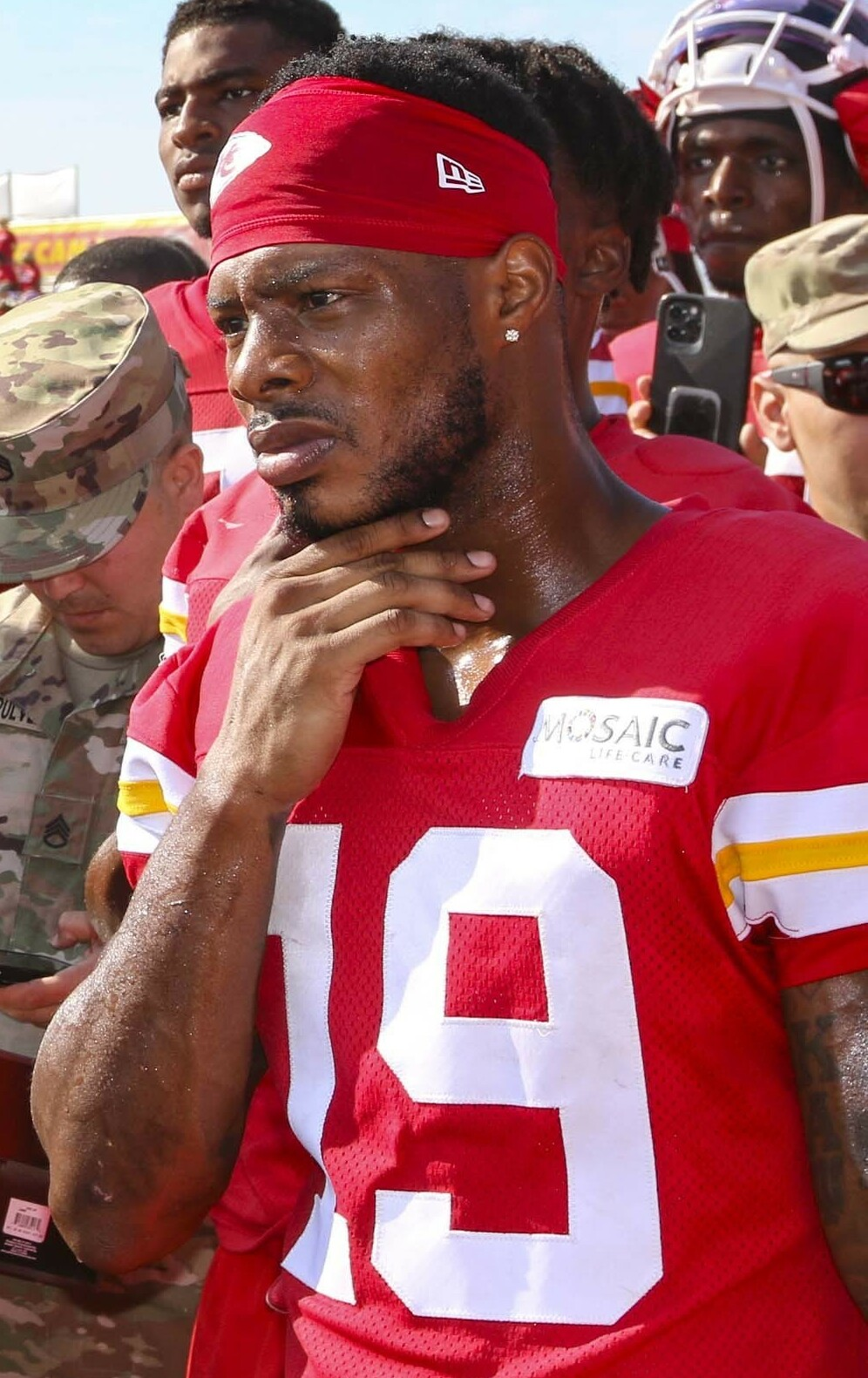
Corey Coleman wurde 2016 an 15. Stelle von den Browns gedraftet und spielte für diese bis 2017.

Nachfolgend werden hier alle Erstrunden Draft-Picks aus dem NFL-Draft aufgelistet, welche die Browns seit ihren ersten Draft 1950 getätigt haben. Die Browns konnten bisher fünfmal den Gesamtersten auswählen: (1954, 1999, 2000, 2017 und 2018). Von der University of Michigan haben sie bisher mit jeweils sieben Spielern die meisten Erstrunden-Picks ausgewählt.
| Jahr | Gesamtpick                                      | Name                                            | Position                                        | College                                         |
| ---- | ----------------------------------------------- | ----------------------------------------------- | ----------------------------------------------- | ----------------------------------------------- |
| 1950 | 13                                              | Ken Carpenter^                                  | Halfback                                        | Oregon State                                    |
| 1951 | 14                                              | Ken Konz^                                       | Defensive Back                                  | LSU                                             |
| 1952 | 10                                              | Bert Rechichar^                                 | Defensive Back                                  | Tennessee                                       |
| 1952 | 12                                              | Harry Agganis                                   | Quarterback                                     | Boston                                          |
| 1953 | 11                                              | Doug Atkins! ^                                  | Defensive End                                   | Tennessee                                       |
| 1954 | 1                                               | Bobby Garrett                                   | Quarterback                                     | Stanford                                        |
| 1954 | 12                                              | John Bauer                                      | Guard/Tackle                                    | Illinois                                        |
| 1955 | 13                                              | Kurt Burris                                     | Center                                          | Oklahoma                                        |
| 1956 | 13                                              | Preston Carpenter^                              | End                                             | Arkansas                                        |
| 1957 | 6                                               | Jim Brown ! ^                                   | Fullback                                        | Syracuse                                        |
| 1958 | 13                                              | Jim Shofner                                     | Defensive Back                                  | TCU                                             |
| 1959 | 11                                              | Rich Kreitling                                  | Wide Receiver                                   | Illinois                                        |
| 1960 | 8                                               | Jim Houston                                     | Defensive End Linebacker                        | Ohio State                                      |
| 1961 | 10                                              | Bobby Crespino                                  | Tight End                                       | Ole Miss                                        |
| 1962 | 4                                               | Gary Collins^                                   | Wide Receiver Punter                            | Maryland                                        |
| 1962 | 11                                              | Leroy Jackson                                   | Runningback                                     | Western Illinois                                |
| 1963 | 9                                               | Tom Hutchinson                                  | Wide Receiver                                   | Kentucky                                        |
| 1964 | 11                                              | Paul Warfield! ^                                | Wide Receiver                                   | Ohio State                                      |
| 1965 | -                                               | kein Pick                                       | -                                               | -                                               |
| 1966 | 14                                              | Milt Morin                                      | Tight End                                       | Massachusetts                                   |
| 1967 | 18                                              | Bob Matheson                                    | Linebacker                                      | Duke                                            |
| 1968 | 21                                              | Marvin Upshaw                                   | Defensive End                                   | Trinity                                         |
| 1969 | 20                                              | Ron Johnson^                                    | Runningback                                     | Michigan                                        |
| 1970 | 3                                               | Mike Phipps                                     | Quarterback                                     | Purdue                                          |
| 1970 | 21                                              | Bob McKay                                       | Tackle                                          | Texas                                           |
| 1971 | 14                                              | Clarence Scott^                                 | Defensive Back                                  | Kansas State                                    |
| 1972 | 18                                              | Thom Darden^                                    | Defensive Back                                  | Michigan                                        |
| 1973 | 16                                              | Steve Holden                                    | Wide Receiver                                   | Arizona State                                   |
| 1973 | 22                                              | Pete Adams                                      | Guard                                           | USC                                             |
| 1974 | -                                               | kein Pick                                       | -                                               | -                                               |
| 1975 | 5                                               | Mack Mitchell                                   | Defensive End                                   | Houston                                         |
| 1976 | 7                                               | Mike Pruitt^                                    | Fullback                                        | Oregon                                          |
| 1977 | 17                                              | Robert Jackson                                  | Linebacker                                      | Texas A&M                                       |
| 1978 | 12                                              | Clay Matthews^                                  | Linebacker                                      | USC                                             |
| 1978 | 23                                              | Ozzie Newsome! ^                                | Tight End                                       | Alabama                                         |
| 1979 | 20                                              | Willis Adams                                    | Wide Receiver                                   | Houston                                         |
| 1980 | 27                                              | Charles White ^                                 | Runningback                                     | USC                                             |
| 1981 | 22                                              | Hanford Dixon^                                  | Cornerback                                      | Southern Mississippi                            |
| 1982 | 3                                               | Chip Banks ^                                    | Wide Receiver                                   | USC                                             |
| 1983 | -                                               | kein Pick                                       | -                                               | -                                               |
| 1984 | 18                                              | Don Rogers                                      | Safety                                          | UCLA                                            |
| 1985 | -                                               | kein Pick                                       | -                                               | -                                               |
| 1986 | -                                               | kein Pick                                       | -                                               | -                                               |
| 1987 | 5                                               | Mike Junkin                                     | Linebacker                                      | Duke                                            |
| 1988 | 21                                              | Clifford Charlton                               | Linebacker                                      | Florida                                         |
| 1989 | 13                                              | Eric Metcalf                                    | Runningback Wide Receiver                       | Texas                                           |
| 1990 | -                                               | kein Pick                                       | -                                               | -                                               |
| 1991 | 2                                               | Eric Turner^                                    | Defensive Back                                  | UCLA                                            |
| 1992 | 9                                               | Tommy Vardell                                   | Fullback                                        | Stanford                                        |
| 1993 | 14                                              | Steve Everitt                                   | Center                                          | Michigan                                        |
| 1994 | 9                                               | Antonio Langham                                 | Cornerback                                      | Alabama                                         |
| 1994 | 29                                              | Derrick Alexander                               | Wide Receiver                                   | Michigan                                        |
| 1995 | 30                                              | Craig Powell                                    | Linebacker                                      | Ohio State                                      |
| 1996 | Zwischen 1996 und 1998 waren die Browns inaktiv | Zwischen 1996 und 1998 waren die Browns inaktiv | Zwischen 1996 und 1998 waren die Browns inaktiv | Zwischen 1996 und 1998 waren die Browns inaktiv |
| 1997 | Zwischen 1996 und 1998 waren die Browns inaktiv | Zwischen 1996 und 1998 waren die Browns inaktiv | Zwischen 1996 und 1998 waren die Browns inaktiv | Zwischen 1996 und 1998 waren die Browns inaktiv |
| 1998 | Zwischen 1996 und 1998 waren die Browns inaktiv | Zwischen 1996 und 1998 waren die Browns inaktiv | Zwischen 1996 und 1998 waren die Browns inaktiv | Zwischen 1996 und 1998 waren die Browns inaktiv |
| 1999 | 1                                               | Tim Couch                                       | Quarterback                                     | Kentucky                                        |
| 2000 | 1                                               | Courtney Brown                                  | Defensive End                                   | Penn State                                      |
| 2001 | 3                                               | Gerard Warren                                   | Defensive Tackle                                | Florida                                         |
| 2002 | 16                                              | William Green                                   | Runningback                                     | Boston College                                  |
| 2003 | 21                                              | Jeff Faine                                      | Center                                          | Notre Dame                                      |
| 2004 | 6                                               | Kellen Winslow II^                              | Tight End                                       | Miami                                           |
| 2005 | 3                                               | Braylon Edwards^                                | Wide Receiver                                   | Michigan                                        |
| 2006 | 13                                              | Kamerion Wimbley                                | Linebacker                                      | Florida State                                   |
| 2007 | 3                                               | Joe Thomas! ^                                   | Tackle                                          | Wisconsin                                       |
| 2007 | 22                                              | Brady Quinn                                     | Quarterback                                     | Notre Dame                                      |
| 2008 | -                                               | kein Pick                                       | -                                               | -                                               |
| 2009 | 21                                              | Alex Mack                                       | Center                                          | California                                      |
| 2010 | 7                                               | Joe Haden^                                      | Cornerback                                      | Florida                                         |
| 2011 | 21                                              | Phil Taylor                                     | Defensive Tackle                                | Baylor                                          |
| 2012 | 3                                               | Trent Richardson                                | Runningback                                     | Alabama                                         |
| 2012 | 22                                              | Brandon Weeden                                  | Quarterback                                     | Oklahoma State                                  |
| 2013 | 6                                               | Barkevious Mingo                                | Linebacker                                      | LSU                                             |
| 2014 | 8                                               | Justin Gilbert                                  | Cornerback                                      | Oklahoma State                                  |
| 2014 | 22                                              | Johnny Manziel                                  | Quarterback                                     | Texas A&M                                       |
| 2015 | 12                                              | Danny Shelton                                   | Defensive Tackle                                | Washington                                      |
| 2015 | 19                                              | Cameron Erving                                  | Center                                          | Florida State                                   |
| 2016 | 15                                              | Corey Coleman                                   | Wide Receiver                                   | Baylor                                          |
| 2017 | 1                                               | Myles Garrett^                                  | Defensive End                                   | Texas A&M                                       |
| 2017 | 25                                              | Jabrill Peppers                                 | Safety                                          | Michigan                                        |
| 2017 | 29                                              | David Njoku                                     | Tight End                                       | Miami                                           |
| 2018 | 1                                               | Baker Mayfield                                  | Quarterback                                     | Oklahoma                                        |
| 2018 | 4                                               | Denzel Ward^                                    | Cornerback                                      | Ohio State                                      |
| 2019 | -                                               | kein Pick                                       | -                                               | -                                               |
| 2020 | 10                                              | Jedrick Wills                                   | Tackle                                          | Alabama                                         |
| 2021 | 21                                              | Greg Newsome II                                 | Cornerback                                      | Northwestern                                    |
| 2022 | -                                               | kein Pick                                       | -                                               | -                                               |
| 2023 | -                                               | kein Pick                                       | -                                               | -                                               |
| 2024 | -                                               | kein Pick                                       | -                                               | -                                               |
| 2025 | 5                                               | Mason Graham                                    | Defensive Tackle                                | Michigan                                        |

Legende:
| ^ | = Pro Bowler    |
| ! | = Hall of Famer |